# Grigore al II-lea Ghica
Grigore al II-lea Ghica (n. 1695, Constantinopole – d. 3 septembrie 1752, București) a fost domn al Moldovei și al Țării Românești în epoca fanariotă.

## Domnii
A fost nepotul lui Grigore I Ghica. Între 1717-1726 (sau 1727) a fost mare dragoman al Înaltei Porți. A fost adus pe tronul Moldovei de Nicolae Mavrocordat, după destituirea lui Mihai Racoviță. A debutat printr-o domnie omenoasă, a scăzut birurile puse de predecesorul său, însă dregătoriile mari le-a acordat tot grecilor.
Partida boierilor nemulțumiți, în frunte cu Dimitrie Racoviță, a vrut să-l detroneze cu ajutorul tătarilor. Dar Ghica, ajutat de turci și munteni, îi respinge. Odată cu războiul ruso-turc, Moldova a fost ocupată de ruși, iar el a fost nevoit să părăsească tronul pentru scurt timp, septembrie - octombrie 1739. Cu toate intrigile împotriva lui Constantin Mavrocordat, și cu sumele vărsate la Constantinopol, a fost înlocuit cu acesta în 1741. Recâștigă tronul Moldovei după 6 ani de surghiun și intrigi, dar numai pentru un an: 1747 - 1748, după care răscumpără tronul Țării Românești. Cheltuielile mari cu recâștigarea și menținerea domniei, l-au făcut să mărească tot timpul sarcinile țării. A reparat mai multe mănăstiri și a zidit mănăstirile Frumoasa și Pantelimon (București) și a înființat tot acolo și un spital. A murit ca domnitor la 3 septembrie 1752 și este înmormântat la mănăstirea Pantelimon (București).

## Domnie
- 5 octombrie 1726[5] - 16 aprilie 1733[6] Moldova;

- 16 aprilie 1733[7] - 27 noiembrie 1735[8] Țara Românească;

- 27 noiembrie 1735[9] - 13 septembrie 1739[10] Moldova;

- 24 octombrie 1739[11] - 10 septembrie 1741[12] Moldova;

- mai 1747[13] - aprilie 1748[14] Moldova;

- aprilie 1748[15] - 3 septembrie 1752[16] Țara Românească;

## Familia lui Grigore al II-lea Ghica
Grigore al II-lea Ghica a fost fiul lui Matei Ghica (cca.1664-1708) și a Roxandrei Ghica-Mavrocordat (1673-?). A fost fratele lui Alexandru Ghica (1698-1741). A fost căsătorit cu Zoe Ghica Vodă (?-1759) și au avut împreună opt copii, printre care Scarlat Ghica (1715-1766) și Matei Ghica (1728-1756).